# مركز 30 يونيو الدولي لأمراض الكلى والمسالك البولية
مركز 30 يونيو الدولي لعلاج أمراض الكُلى والمسالك البولية هو مركز طبي متخصص في الإسماعيلية، الإسماعيلية، مصر.

## الوصف
يضم المركز 108 ماكينات غسيل كُلوي، 8 غرف عمليات داخلي، 3 غرف عمليات بنظام الكبسولة، بالإضافة إلى 8 أسِرة رعاية مركزة، و12 عيادة متخصصة في علاج أمراض الكُلى والمسالك البولية.
يُعد من أكبر المراكز المتطورة لعلاج أمراض الكُلى وإجراء جراحات وزراعة الكُلى في إقليم القناة.